# San Paolo Albanese
Pour les articles homonymes, voir Albanese.
San Paolo Albanese est une commune italienne de moins de 1 000 habitants située dans la province de Potenza, dans la région Basilicate, en Italie méridionale.

## Histoire
La commune de San Paolo Albanese tire son nom (Albanese) des Albanais fuyant l’avance ottomane, qui s’y sont installés au XVe siècle. Ces Albanais, les Arbëresh, ont gardé une forte identité, parlant toujours leur langue, l'arbërisht. Dans leur dialecte, albanais teinté d’italien, le village se nomme Shën Pali.

## Administration
| Période                                  | Période | Identité | Étiquette | Qualité |
| ---------------------------------------- | ------- | -------- | --------- | ------- |
|                                          |         |          |           |         |
| Les données manquantes sont à compléter. |         |          |           |         |

### Communes limitrophes
Alessandria del Carretto, Cersosimo, Noepoli, San Costantino Albanese, Terranova di Pollino.